# Shanagarry
Shanagarry (iriska:An Seangharraí) är en ort på den södra delen av Irland i grevskapet Cork.